# Matúš Kučera
Matúš Kučera (28. října 1932 Mojtín – 15. prosince 2022) byl slovenský historik, vysokoškolský pedagog a bývalý politik, po sametové revoluci československý poslanec Sněmovny národů Federálního shromáždění a slovenský ministr školství za HZDS, v 90. letech velvyslanec Slovenska v Chorvatsku a Bosně a Hercegovině.

## Biografie
V letech 1942–1947 a 1948–1951 vystudoval gymnázium v Trenčíně. Mezitím studoval na semináři v Nitře. Pak v letech 1951–1956 absolvoval obor slovenština a historie na Filozofické fakultě Univerzity Komenského v Bratislavě a v roce 1955 též na Univerzitě Karlově. V letech 1956–1989 působil jako pedagog na Filozofické fakultě Univerzity Komenského v Bratislavě. Zaměřoval se na dějiny středověku. Přispěl ke změně vnímání, kdy začala být Velkomoravská říše pociťována jako součást slovenských dějin. V žánru literatury faktu se vyznačoval čtivým stylem.
Po sametové revoluci se zapojil i do politického a veřejného života. Ve volbách roku 1992 byl za HZDS zvolen do slovenské části Sněmovny národů. Ve Federálním shromáždění setrval do zániku Československa v prosinci 1992. Uvádí se bytem Bratislava. V období září 1992 – červen 1993 byl v druhé vládě Vladimíra Mečiara ministrem školství SR. Potom působil v letech 1993–1998 jako velvyslanec Slovenské republiky v Chorvatsku (v období let 1997–1998 i v Bosně a Hercegovině). Roku 1998 se stal generálním ředitelem Slovenského národního muzea v Bratislavě. Od roku 1998 rovněž vyučoval na Univerzitě sv. Cyrila a Metoda v Trnavě. K roku 2010 se uváděl jako důchodce žijící v Bratislavě.

## Ocenění
V roce 1998 mu prezident Slovenské republiky Michal Kováč propůjčil státní vyznamenání Řád Ľudovíta Štúra II. třídy.

## Dílo (výběr)
- Slovensko po páde Veľkej Moravy. Bratislava, 1974
- Zo stredovekých dejín Slovenska. Bratislava: FF Univerzity Komenského, 1983.
- Postavy veľkomoravskej histórie. Martin, 1986
- Cesta dejinami. Stredoveké Slovensko. Bratislava, 2002
- Slovensko okolo roku 1000. Slovenské národní muzeum, 2002
- Kráľ Svätopluk: (830? - 846 - 894). Martin: Matica slovenská, 2010. ISBN 978-80-7090-965-2.
- Slovenské dejiny. Druhé vydanie. Bratislava: Literárne informačné centrum, 2011. ISBN 978-80-8119-038-4.
- Novoveké Slovensko. Druhé vydanie. Bratislava: Perfekt, 2017. ISBN 978-80-8046-822-4.